# Гойдаї
Гойдаї (колишні назви — Годая, Станіславчик, Станіславчик Карачанський, Станіславчик Забозький, Леніне) — село в Україні, у Кривоозерській селищній громаді Первомайського району Миколаївської області. Населення становить 640 осіб.

## Історія
19 травня 2016 року село отримало сучасну назву — Гойдаї.

## Освіта та дозвілля
В Гойдаях діяли Гойдаївський навчально-виховний комплекс «Загальноосвітня школа І-ІІ ступенів», дитячий садок, а також сільський будинок культури, збудований 1961 року. В будинку культури функціонували дитячий та дорослий драматичні гуртки, хореографічний гурток, клуб вихідного дня (наразі, закриті).